# Persone di nome Omar
| Questa pagina contiene informazioni ricavate automaticamente dalle voci biografiche con l'ausilio del template Bio e di un bot. L'aggiornamento è periodico e automatico e ricostruisce completamente la pagina. Se manca una persona in questa lista, sei pregato di non aggiungerla, ma accertati piuttosto che la sua voce biografica contenga il template Bio e che i dati anagrafici siano correttamente compilati. Se il template Bio manca, inseriscilo tu stesso o, in alternativa, metti l'avviso {{tmp\|Bio}} che ne segnala la mancanza. Se i dati riportati sono sbagliati, correggi direttamente la voce biografica; le modifiche saranno visibili in questa lista entro pochi giorni. Per chiarimenti vedi il progetto antroponimi. La lista contiene solo le 210 persone che sono citate nell'enciclopedia e per le quali è stato implementato correttamente il template Bio. Pagina aggiornata al 22 lug 2025. |

Questa è una lista di persone presenti nell'enciclopedia che hanno il nome Omar, suddivise per attività principale.

## Allenatori di calcio(6)
- Omar Asad, allenatore di calcio e ex calciatore argentino (Buenos Aires, n. 1971)
- Omar Borrás, allenatore di calcio uruguaiano (Montevideo, n. 1929 - † 2022)
- Omar Daf, allenatore di calcio e ex calciatore senegalese (Dakar, n. 1977)
- Omar Hamenad, allenatore di calcio e ex calciatore algerino (Tizi Ouzou, n. 1969)
- Omar Jarun, allenatore di calcio e ex calciatore palestinese (Al Kuwait, n. 1983)
- Omar Labruna, allenatore di calcio e ex calciatore argentino (Buenos Aires, n. 1957)

## Arcivescovi cattolici(2)
- Omar Alberto Sánchez Cubillos, arcivescovo cattolico colombiano (Cogua, n. 1963)
- Omar de Jesús Mejía Giraldo, arcivescovo cattolico colombiano (El Santuario, n. 1966)

## Artisti(2)
- Omar Galliani, artista italiano (Montecchio Emilia, n. 1954)
- Omar Ronda, artista, pittore e scultore italiano (Portula, n. 1947 - Biella, † 2017)

## Atleti paralimpici(1)
- Omar Turro Moya, ex atleta paralimpico cubano (Guantánamo, n. 1965)

## Attivisti(1)
- Omar Benjelloun, attivista, sindacalista e giornalista marocchino (Oujda, n. 1933 - Casablanca, † 1975)

## Attori(10)
- Omar Ayuso, attore spagnolo (Madrid, n. 1998)
- Omar Banana, attore spagnolo (Huelva, n. 1994)
- Omar Benson Miller, attore statunitense (Los Angeles, n. 1978)
- Omar Berdouni, attore britannico (Tangeri, n. 1979)
- Omar Dorsey, attore statunitense (Decatur, n. 1975)
- Omar Sharif, attore e giocatore di bridge egiziano (Alessandria d'Egitto, n. 1932 - Il Cairo, † 2015)
- Omar Epps, attore statunitense (Brooklyn, n. 1973)
- Omar Gooding, attore statunitense (Los Angeles, n. 1976)
- Omar Metwally, attore statunitense (Queens, n. 1974)
- Omar Sy, attore, comico e cabarettista francese (Trappes, n. 1978)

## Batteristi(1)
- Omar Hakim, batterista statunitense (New York, n. 1959)

## Blogger(1)
- Omar Mohammed, blogger iracheno (n. 1986)

## Bobbisti(1)
- Omar Sacco, ex bobbista italiano (Caserta, n. 1977)

## Cantanti(7)
- Omar Apollo, cantante statunitense (Hobart, n. 1997)
- Omar Codazzi, cantante italiano (Milano, n. 1971)
- Omar Montes, cantante, personaggio televisivo e ex pugile spagnolo (Madrid, n. 1988)
- Omar Naber, cantante sloveno (Lubiana, n. 1981)
- Omi, cantante giamaicano (Parrocchia di Clarendon, n. 1986)
- Omar Rudberg, cantante e attore venezuelano (Anaco, n. 1998)
- Omar Souleyman, cantante siriano (Tell Tamer, n. 1966)

## Cantautori(2)
- Omar Ait Said, cantautore e poeta berbero (Ouarzazate, n. 1978)
- Omar Pedrini, cantautore e chitarrista italiano (Brescia, n. 1967)

## Cestisti(18)
- Omar Abada, cestista tunisino (Tunisi, n. 1993)
- Omar Arrestia, cestista e allenatore di pallacanestro uruguaiano (Salto, n. 1947 - Salto, † 2009)
- Omar Ba, ex cestista senegalese (Pikine, n. 1972)
- Omar Browning, cestista e allenatore di pallacanestro statunitense (Lawton, n. 1911 - Larimer County, † 1978)
- Omar Calhoun, cestista statunitense (Brooklyn, n. 1993)
- Omar Dieng, cestista italiano (Ponte San Pietro, n. 2000)
- Omar Galeano, ex cestista uruguaiano (Montevideo, n. 1981)
- Omar Jamaleddine, cestista statunitense (Middle Island, n. 2000)
- Omar Monza, cestista argentino (Buenos Aires, n. 1929 - † 2017)
- Omar Mouhli, cestista tunisino (La Goletta, n. 1986)
- Omar Oraby, cestista egiziano (Cairo, n. 1991)
- Omar Prewitt, cestista statunitense (Mount Sterling, n. 1994)
- Omar Quintero, ex cestista e allenatore di pallacanestro messicano (Nogales, n. 1981)
- Omar Samhan, ex cestista statunitense (San Ramon, n. 1988)
- Omar Thomas, ex cestista e dirigente sportivo statunitense (Filadelfia, n. 1982)
- Omar el-Turk, ex cestista libanese (Beirut, n. 1981)
- Omar Walcott, ex cestista venezuelano (Caracas, n. 1965)
- Omar Zubillaga, cestista uruguaiano (Colonia del Sacramento, n. 1931 - † 2019)

## Chimici(1)
- Omar Yaghi, chimico giordano (Amman, n. 1965)

## Chitarristi(1)
- Omar Rodríguez-López, chitarrista, produttore discografico e regista portoricano (Bayamón, n. 1975)

## Ciclisti su strada(2)
- Omar El Gouzi, ciclista su strada italiano (Peschiera del Garda, n. 1999)
- Omar Fraile, ciclista su strada spagnolo (Santurtzi, n. 1990)

## Compositori(2)
- Omar Akram, compositore statunitense
- Omar Alfanno, compositore, musicista e cantautore panamense (Santiago de Veraguas, n. 1957)

## Conduttori televisivi(1)
- Omar Fantini, conduttore televisivo, conduttore radiofonico e comico italiano (Bergamo, n. 1973)

## Criminali(1)
- Omar Treviño Morales, criminale messicano (Nuevo Laredo, n. 1974)

## Dirigenti sportivi(1)
- Omar Milanetto, dirigente sportivo e ex calciatore italiano (Venaria Reale, n. 1975)

## Discoboli(1)
- Omar Ahmed El Ghazaly, ex discobolo egiziano (Il Cairo, n. 1984)

## Doppiatori(1)
- Omar Vitelli, doppiatore italiano (Sezze, n. 1984)

## Generali(5)
- Omar Bradley, generale statunitense (Clark, n. 1893 - New York, † 1981)
- Omar Dani, generale indonesiano (Surakarta, n. 1924 - Giacarta, † 2009)
- Omar Pascià, generale serbo (Plaški, n. 1806 - Costantinopoli, † 1871)
- Omar Domingo Rubens Graffigna, generale argentino (Carrizales, n. 1926 - Buenos Aires, † 2019)
- Omar Torrijos, generale e politico panamense (Santiago de Veraguas, n. 1929 - Penonomé, † 1981)

## Ginnasti(1)
- Omar Mohamed, ginnasta egiziano (Alessandria d'Egitto, n. 1999)

## Giocatori di baseball(3)
- Omar Ajete, giocatore di baseball cubano (n. 1965)
- Omar Linares, ex giocatore di baseball cubano (San Juan y Martínez, n. 1967)
- Omar Quintanilla, giocatore di baseball statunitense (El Paso, n. 1981)

## Giocatori di calcio a 5(2)
- Omar Espineda, ex giocatore di calcio a 5 paraguaiano (n. 1967)
- Omar Fonstad El Ghaouti, giocatore di calcio a 5 e calciatore norvegese (n. 1990)

## Giocatori di football americano(3)
- Omar Bolden, giocatore di football americano statunitense (Ontario, n. 1988)
- Omar Brown, giocatore di football americano statunitense (Moncks Corner, n. 1988)
- Omar Gaither, giocatore di football americano statunitense (Charlotte, n. 1984)

## Giornalisti(1)
- Omar Monestier, giornalista italiano (Belluno, n. 1964 - Moruzzo, † 2022)

## Hockeisti su ghiaccio(1)
- Omar Zanon, ex hockeista su ghiaccio italiano (Trento, n. 1973)

## Nuotatori(1)
- Omar Pinzón, nuotatore colombiano (Bogotà, n. 1989)

## Oboisti(1)
- Omar Zoboli, oboista italiano (Modena, n. 1953)

## Ostacolisti(2)
- Omar Cisneros, ostacolista cubano (Camagüey, n. 1989)
- Omar McLeod, ostacolista giamaicano (Kingston, n. 1994)

## Pallanuotisti(1)
- Omar Sabry, pallanuotista egiziano (Il Cairo, n. 1927 - Il Cairo, † 2021)

## Pallavolisti(1)
- Omar Hoyos, pallavolista portoricano (Caguas, n. 2001)

## Pentatleti(1)
- Omar el-Geziry, pentatleta egiziano (Il Cairo, n. 1985)

## Pianisti(1)
- Omar Sosa, pianista cubano (Camagüey, n. 1965)

## Piloti automobilistici(2)
- Julián Leal, pilota automobilistico colombiano (Bucaramanga, n. 1990)
- Omar Magliona, pilota automobilistico italiano (Sassari, n. 1977)

## Piloti motociclistici(1)
- Omar Menghi, pilota motociclistico italiano (Rimini, n. 1975)

## Pistard(1)
- Omar Pkhak'adze, pistard sovietico (Kutaisi, n. 1944 - Tbilisi, † 1993)

## Poeti(2)
- Omar Derouich, poeta e traduttore marocchino (Igwelmimen, n. 1960)
- Omar Ibn Abi Rabi'a, poeta arabo (La Mecca, n. 644 - La Mecca, † 712)

## Politici(7)
- Omar Bongo, politico gabonese (Lewai, n. 1935 - Barcellona, † 2009)
- Omar Ibrahim Ghalawanji, politico siriano (Tartus, n. 1954)
- Omar Karami, politico libanese (Tripoli, n. 1934 - Beirut, † 2015)
- Omar Makram, politico egiziano (Asyūṭ, n. 1750 - † 1822)
- Omar Paganini, politico e ingegnere uruguaiano (Montevideo, n. 1962)
- Omar Razzaz, politico giordano (Amman, n. 1960)
- Omar Abdirashid Ali Sharmarke, politico somalo (Mogadiscio, n. 1960)

## Pugili(2)
- Omar Catarí, ex pugile venezuelano (Barquisimeto, n. 1964)
- Omar Andrés Narváez, ex pugile argentino (Trelew, n. 1975)

## Rapper(2)
- O.C., rapper statunitense (Brooklyn, n. 1971)
- Smokepurpp, rapper, produttore discografico e cantautore statunitense (Chicago, n. 1997)

## Registi(1)
- Omar Amiralay, regista siriano (Damasco, n. 1944 - Damasco, † 2011)

## Rivoluzionari(1)
- Omar Yacef, rivoluzionario algerino (Algeri, n. 1944 - Algeri, † 1957)

## Rugbisti a 15(1)
- Omar Hasan, ex rugbista a 15 e baritono argentino (San Miguel de Tucumán, n. 1971)

## Schermidori(1)
- Omar Vergara, schermidore argentino (Rosario, n. 1943 - † 2018)

## Sciatori alpini(1)
- Omar Longhi, ex sciatore alpino italiano (Cles, n. 1980)

## Scrittori(1)
- Omar Di Monopoli, scrittore italiano (Bologna, n. 1971)

## Scultori(1)
- Omar Ricciardi, scultore argentino (La Rioja, n. 1937)

## Semiologi(1)
- Omar Calabrese, semiologo italiano (Firenze, n. 1949 - Monteriggioni, † 2012)

## Snowboarder(1)
- Omar Visintin, snowboarder italiano (Merano, n. 1989)

## Sovrani(1)
- Baginda Omar di Terengganu, sovrano malese (n. 1806 - Bukit Putri, † 1876)

## Taekwondoka(2)
- Omar El Yazidi, taekwondoka francese (Nîmes, n. 1995)
- Omar Salim, taekwondoka statunitense (Carson, n. 2003)

## Tennisti(3)
- Omar Camporese, ex tennista italiano (Bologna, n. 1968)
- Omar Jasika, tennista australiano (Melbourne, n. 1997)
- Omar Laimina, ex tennista marocchino (n. 1952)

## Teologi(1)
- Omar ibn Said, teologo arabo († 1864)

## Terroristi(1)
- Omar Mateen, terrorista e criminale statunitense (New Hyde Park, n. 1986 - Orlando, † 2016)

## Triatleti(1)
- Omar Bertazzo, triatleta, ex ciclista su strada e pistard italiano (Este, n. 1989)

## Triplisti(1)
- Omar Craddock, triplista statunitense (Fulda, n. 1991)

## Velocisti(2)
- Omar Jouma Al-Salfa, velocista emiratino (n. 1989)
- Omar Johnson, velocista giamaicano (n. 1988)